# Cimeliidae
Cimeliidae hay "Ngài vàng" (trước đây là họ Axiidae) là một họ bướm đêm có quan hệ gần gũi với bướm trong các liên họ Calliduloidea, Drepanoidea, Geometroidea, Bombycoidea, Mimallonoidea và Lasiocampoidea, và Noctuoidea. Chúng có mộ cặp cơ quan giống như túi ở lỗ thở thứ 7 ở con trưởng thành  chỉ có khả năng là cơ quan tiếp nhận âm thanh . Chúng là các loài bướm đêm khá lớn và có màu sáng chỉ phân bố ở Nam Âu và ăn các loài trong chi Euphorbia. Thỉ thoảng chúng bị thu hút bởi ánh sáng.